# Longjing (socken)
Longjing (kinesiska: 龙井, 龙井乡) är en socken i Kina. Den ligger i provinsen Henan, i den centrala delen av landet, omkring 280 kilometer söder om provinshuvudstaden Zhengzhou. Antalet invånare är 14 668. Befolkningen består av 7 473 kvinnor och 7 195 män. Barn under 15 år utgör 25,0 %, vuxna 15-64 år 63 %, och äldre över 65 år 10,0 %.
Genomsnittlig årsnederbörd är 1 148 millimeter. Den regnigaste månaden är augusti, med i genomsnitt 198 mm nederbörd, och den torraste är december, med 15 mm nederbörd.